# 二代田中長兵衛
二代田中長兵衛（日语：／ Tanaka Chōbee，1858年11月25日—1924年3月9日），日本實業家，原名安太郎。1896年（明治29年）父親初代田中長兵衛取得臺灣北部金瓜石礦山採掘權，於現地組織「田中組」開始經營礦山。1901年父親過世後繼承父親「田中長兵衛」之名，一般稱為二代田中長兵衛。

## 家庭背景
1858年11月25日（安政5年10月20日）出生於日本江戶京橋北紺屋町大根河岸。父親為初代田中長兵衛（1834-1901），為日本近代製鐵業發展之重要人物之一，與政府關係良好，為當時以鋼鐵業為主，相當活耀的實業家。下有一位弟弟及三位妹妹。1879年結婚，1881年長男田中長一郎誕生，1901年父親過世後，繼承社長職以及父親「田中長兵衛」之名。

## 生平經歷
1884年，二代田中長兵衛向當時從歐洲回國的海軍技術官大河平才藏、向井哲吉等人學習製鐵的理論與實作。之後與妹婿橫山久太郎共同建議父親一起挑戰經營官營的釜石鑛山煉鐵業，直到1886年（明治19年）10月16日終於成功以高溫煉鐵，翌年引進洋式高爐製鐵法。
1896年臺灣總督府頒布〈臺灣礦業規則〉，初代田中長兵衛取得基隆山南北軸線以東的金瓜石礦山的礦權，成立「田中組」。1897年（明治20年）金瓜石礦區開始開採，田中組先設立金瓜石的礦山事務所，以小松仁三郎為所長，分設內、外兩部，外勤設採礦、運礦、精鍊、營繕四課，內勤則是總括、庶務、會計、倉庫、酒保、醫務六課。同時引入現代化機械設備與開採技術，主要開採本山礦床一帶之金礦，1905年於金瓜石礦山發現豐富的硫砷銅礦，命名為長仁礦床，開始展開調查及煉製方法研究。
1922年（大正11年）得知當時日本皇太子（後來的昭和天皇）預定於隔年來臺巡視，於是在金瓜石本山山腰打造一棟以檜木建造的日本家屋，庭院造景優美，但後來皇太子並未成行，而該建築物目前被稱為金瓜石太子賓館，保存良好，為新北市市定古蹟。
1924年受第一次世界大戰後不景氣及關東大地震後本店失火損毀等影響，田中鑛山株式會社經營出現困難，因而將經營權轉讓給三井鑛山，同年3月9日於東京三田自宅過世，享年66歲。二代田中長兵衛的長子田中長一郎繼承後，因資金缺乏，而於1925年（大正14年）將金瓜石礦區經營權轉讓給後宮信太郎所經營的金瓜石鑛山株式會社。